# 米国現代語学文学協会
米国現代語学文学協会 (MLA = Modern Language Association of America) は、1883年設立のアメリカの学術団体。

## 概要
紀要（Publications of the Modern Language Association of America）はPMLAと略される。
多くのアメリカの人文科学系の学生は、MLAスタイルと呼ばれる書式で論文を書くことが求められる。
エドワード・サイードやノースロップ・フライが会長を務めた。

## 関連文献
論文執筆のガイド
- 『MLA英語論文の手引』ジョゼフ・ジバルディ、W・S・アクタート (編著)、原田敬一 (訳編)、北星堂書店、1990年10月、第3版。（第6版、2005年2月刊樋口昌幸訳 (編)）
- 『MLA英語論文作成ガイド : 補遺・APA方式』ジョゼフ・F・トリマー (著)。丸橋良雄、日高真帆 (共訳)、英光社、2011年9月

デジタルアーカイブの方式
- 『図書館・博物館・文書館の連携』日本図書館情報学会研究委員会 (編)、勉誠出版〈図書館情報学のフロンティア〉第10号、2010年10月。 いわゆるMLA連携（博物館・図書館・文書館の連携）について
- 『MLA連携の現状・課題・将来』水谷長志 (編著)、勉誠出版、2010年6月。
- 『デジタルアーカイブの構築と技法』谷口知司 (編著)、晃洋書房、2014年4月。 MLAとデジタルアーカイブ